# Vavuniya
Vavuniya (en tamil:  ) es una ciudad de Sri Lanka capital del distrito homónimo en la provincia del Norte.

## Geografía
Se encuentra a una altitud de 106 m s. n. m. a 264 km de la capital nacional, Colombo, en la zona horaria UTC +5:30.

## Demografía
Según estimación 2011 contaba con una población de 108 834 habitantes.